# Дувански пут
Дувански пут је мини серија из 1981. године коју је режирао Боро Драшковић по сценарију Мирка Ковача која је емитована на ТВ Београд и настала је из филма Усијање из 1979. године.

## Радња
Серија се баве сликом друштвено-политичких односа између 1930. и 1946. године у делти Неретве. Два младића и једна девојка, од којих свако заступа своје гледиште мењајући фазе међусобних сукоба и привлачења, заточени су у времену када се до усијања постављало питање људске слободе.
У дуванском крају од времена кад човек није смео да пуши сопствени дуван до тренутка кад почиње сам да одлучује о резултатима свог рада, ови млади људи сазревају у жестокој противуречности света који их окружује, који је одређен ратом и миром, љубављу и политиком.

## Епизоде
| Сезона | Епизода | Назив | Датум          |
| ------ | ------- | ----- | -------------- |
| 1      | 1       | /     | 7. јуна 1981.  |
| 1      | 2       | /     | 14. јуна 1981. |
| 1      | 3       | /     | 21. јуна 1981. |

## Улоге
| Глумац             | Улога                           |
| ------------------ | ------------------------------- |
| Драган Максимовић  | Лука (3 еп. 1981)               |
| Раде Шербеџија     | Томо (3 еп. 1981)               |
| Гордана Косановић  | Мирна (3 еп. 1981)              |
| Иво Грегуревић     | Рајко (3 еп. 1981)              |
| Марко Тодоровић    | Бариша (3 еп. 1981)             |
| Светолик Никачевић | Блажо (3 еп. 1981)              |
| Фабијан Шоваговић  | Анте (3 еп. 1981)               |
| Зоран Радмиловић   | Фра Грга (3 еп. 1981)           |
| Боро Беговић       | Андрија (2 еп. 1981)            |
| Мирјана Коџић      | (2 еп. 1981)                    |
| Ђурђија Цветић     | (1 еп. 1981)                    |
| Душан Јанићијевић  | Капетан (1 еп. 1981)            |
| Антоније Караџић   | (1 еп. 1981)                    |
| Љиљана Крстић      | Колонисткиња (1 еп. 1981)       |
| Тони Лауренчић     | Младић (1 еп. 1981)             |
| Рамиз Секић        | Полицајац (1 еп. 1981)          |
| Милан Срдоч        | Колониста (1 еп. 1981)          |
| Жижа Стојановић    | Сељанка (1 еп. 1981)            |
| Божидар Стошић     | Италијански официр (1 еп. 1981) |

 Остале улоге  ▼
| Глумац                   | Улога                     |
| ------------------------ | ------------------------- |
| Анте Шућур               | (1 еп. 1981)              |
| Петар Шуркаловић         | (1 еп. 1981)              |
| Еуген Вербер             | Секретар (1 еп. 1981)     |
| Јанез Врховец            | Адвокат (1 еп. 1981)      |
| Мирко Вујичић            | (1 еп. 1981)              |
| Мирјана Вукојчић         | Газдина жена (1 еп. 1981) |
| Велимир Бата Живојиновић | Жандарм (1 еп. 1981)      |
| Милош Жутић              | Газда (1 еп. 1981)        |
| Михајло Викторовић       | Колониста (1 еп. 1981)    |

Комплетна ТВ екипа  ▼
| Редитељ                   | Боро Драшковић           | (3 еп. 1981)                         |
| Сценариста                | Боро Драшковић           | (3 еп. 1981)                         |
| Сценариста                | Мирко Ковач              | (3 еп. 1981)                         |
| Продуцент                 | Милан Жмукић             | извршни продуцент (3 еп. 1981)       |
| Композитор                | Варткес Баронијан        | (3 еп. 1981)                         |
| Директор фотографије      | Предраг Поповић          | (3 еп. 1981)                         |
| Монтажер                  | Вуксан Луковац           | (3 еп. 1981)                         |
| Монтажер                  | Љиљана Лана Вукобратовић | (непознат број епизода)              |
| Сценограф                 | Вељко Деспотовић         | (3 еп. 1981)                         |
| Уметнички директор        | Немања Петровић          | (1 еп. 1981)                         |
| Костимограф               | Маја Драшковић           | (3 еп. 1981)                         |
| Одсек за шминку           | Марија Кордић            | шминкерка (3 еп. 1981)               |
| Менаџер продукције        | Слободан Павићевић       | организатор (3 еп. 1981)             |
| Менаџер продукције        | Никола Поповић           | директор филма (3 еп. 1981)          |
| Менаџер продукције        | Саво Поповић             | вођа снимања (3 еп. 1981)            |
| Менаџер продукције        | Бошко Савић              | директор филма (3 еп. 1981)          |
| Менаџер продукције        | Миња Вујновић            | организатор (3 еп. 1981)             |
| Помоћник режије           | Иво Лауренчић            | први помоћник редитеља (3 еп. 1981)  |
| Помоћник режије           | Михаило Вукобратовић     | други помоћник редитеља (3 еп. 1981) |
| Уметнички одсек           | Живан Влајић             | сценски реквизитер (3 еп. 1981)      |
| Уметнички одсек           | Миладин Аранђеловић      | сет дизајнер (1 еп. 1981)            |
| Одсек за звук             | Мартон Јанков Томица     | микроман (3 еп. 1981)                |
| Одсек за звук             | Драгослав Илић           | микроман (2 еп. 1981)                |
| Одсек за звук             | Вера Баронијан           | тонска обрада (1 еп. 1981)           |
| Специјални ефекти         | Влатко Милићевић         | пиротехничар (3 еп. 1981)            |
| Одсек за камеру и расвету | Чедомир Блажић           | Расветљивач (3 еп. 1981)             |
| Одсек за камеру и расвету | Милорад Мијатовић        | пратилац камере (3 еп. 1981)         |
| Одсек за камеру и расвету | Живорад Нешић            | пратилац камере (3 еп. 1981)         |
| Одсек за камеру и расвету | Јован Јелић              | техничар за осветљење (1 еп. 1981)   |
| Одсек за камеру и расвету | Иван Пајдацки            | сценски мајстор (1 еп. 1981)         |
| Одсек за камеру и расвету | Петар Вукасовић          | сценски радник (1 еп. 1981)          |
| Одсек за костим           | Војислава Ивановић       | гардеробер (1 еп. 1981)              |
| Одсек за костим           | Звонко Местровиц         | гардеробер (1 еп. 1981)              |
| Одсек за монтажу          | Мирјана Кицовиц          | асистент монтажера (1 еп. 1981)      |
| Одсек за монтажу          | Душан Татомировић        | асистент монтажера (1 еп. 1981)      |
| Остала екипа              | Менсура Лула Микијељ     | секретар режије (3 еп. 1981)         |

## Награде
На пулском фестивалу 1979. године филм је освојио Велику сребрну арену као филм у целини и Златну арену за сценографију.
На нишком Фестивалу глумачких остварења исте године, Раде Шербеџија је добио "Гран при Ћеле кула", а његовој партнерки Гордани Косановић Велика повеља.